# 202909 Jakoten
202909 Jakoten este un asteroid din centura principală de asteroizi.

## Descriere
202909 Jakoten este un asteroid din centura principală de asteroizi. A fost descoperit pe 11 octombrie 1996 la Kuma Kogen de Akimasa Nakamura. Asteroidul prezintă o orbită caracterizată de o semiaxă mare de 3,19 ua, o excentricitate de 0,30 și o înclinație de 17,3° în raport cu ecliptica.